# Episodi di Miss Farah (quarta stagione)
La quarta stagione della serie televisiva Miss Farah composta da 22 episodi, va è andata in onda negli Stati Uniti dal 30 ottobre al 28 novembre 2021 sul network Shahid VIP.
In USA, l'intera stagione è disponibile sul servizio di streaming pubblicata sul servizio on demand Shahid VIP il 30 ottobre 2021.
In Arabia Saudita, la stagione va in onda dal 31 ottobre al 29 novembre 2021 su MBC4.
| n° | Titolo arabe | Titolo originale      | Pubblicazione USA | Prima TV Arabia Saudita |
| -- | ------------ | --------------------- | ----------------- | ----------------------- |
| 1  |              | Chapter Sixty-Seven   | 30 ottobre 2021   | 31 ottobre 2021         |
| 2  |              | Chapter Sixty-Eight   | 31 ottobre 2021   | 1 novembre 2021         |
| 3  |              | Chapter Sixty-Nine    | 1 novembre 2021   | 2 novembre 2021         |
| 4  |              | Chapter Seventy       | 2 novembre 2021   | 3 novembre 2021         |
| 5  |              | Chapter Seventy-One   | 3 novembre 2021   | 4 novembre 2021         |
| 6  |              | Chapter Seventy-Two   | 6 novembre 2021   | 7 novembre 2021         |
| 7  |              | Chapter Seventy-Three | 7 novembre 2021   | 8 novembre 2021         |
| 8  |              | Chapter Seventy-Four  | 8 novembre 2021   | 9 novembre 2021         |
| 9  |              | Chapter Seventy-Five  | 9 novembre 2021   | 10 novembre 2021        |
| 10 |              | Chapter Seventy-Six   | 10 novembre 2021  | 11 novembre 2021        |
| 11 |              | Chapter Seventy-Seven | 13 novembre 2021  | 14 novembre 2021        |
| 12 |              | Chapter Seventy-Eight | 14 novembre 2021  | 15 novembre 2021        |
| 13 |              | Chapter Seventy-Nine  | 15 novembre 2021  | 16 novembre 2021        |
| 14 |              | Chapter Eighty        | 16 novembre 2021  | 17 novembre 2021        |
| 15 |              | Chapter Eighty-One    | 17 novembre 2021  | 18 novembre 2021        |
| 16 |              | Chapter Eighty-Two    | 20 novembre 2021  | 21 novembre 2021        |
| 17 |              | Chapter Eighty-Three  | 21 novembre 2021  | 22 novembre 2021        |
| 18 |              | Chapter Eighty-Four   | 22 novembre 2021  | 23 novembre 2021        |
| 19 |              | Chapter Eighty-Five   | 23 novembre 2021  | 24 novembre 2021        |
| 20 |              | Chapter Eighty-Six    | 24 novembre 2021  | 25 novembre 2021        |
| 21 |              | Chapter Eighty-Seven  | 27 novembre 2021  | 28 novembre 2021        |
| 22 |              | Chapter Eighty-Eight  | 28 novembre 2021  | 29 novembre 2021        |